# Феклистов, Юрий Николаевич
Юрий Николаевич Феклистов (19 июня 1961, Москва) — российский фотохудожник, фотокорреспондент, журналист, фотограф.

## Биография
Юрий Феклистов начал заниматься фотографий в пионерском лагере «Огонёк». А в старших классах посещал фотокружок в Дворце пионеров на Ленинских горах.
Заниматься фотографией стал в пионерском лагере «Огонёк» (по иронии судьба свяжет его позже с одноимённым журналом). В старших классах ходил в фотокружок Дворца пионеров на Ленинских горах. В 1984 году окончил операторский факультет ВГИКа (мастерская С. Е. Медынского). Служил в армии в Военной комендатуре г. Москвы.
Во время учёбы сотрудничал с газетой «Комсомольская правда». В 1983 году его фотографии с БАМа печатались всю неделю на страницах газеты, выходящей тиражом 22 млн экземпляров.
В 1988 году Юрий был приглашён в легендарный журнал «Огонёк», став самым молодым его фотокорреспондентом. Проработал в журнале до 2001 года. Среди известных снимков в этот период — «Ростропович с автоматом» (1991 г.).
С 1997 по 2003 работал в журнале «Итоги».

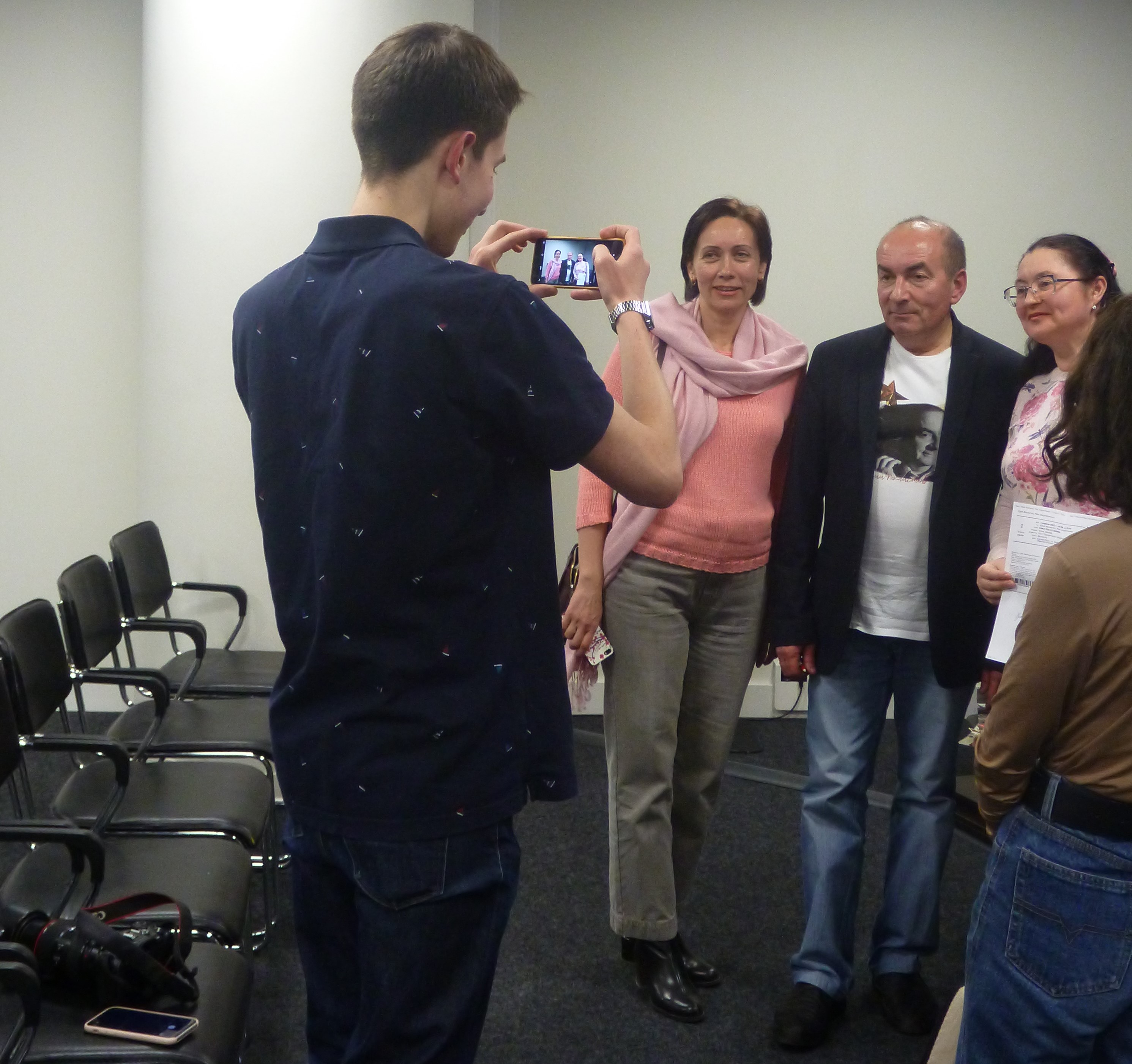
Фотограф Григорий, сын Юрия Феклистова, фотографирует отца в Ельцин-центре, 1 апреля 2023 года

С 2004 года Юрий — фотокорреспондент журнала «7 Дней-ТВ программа».
2014 г. — окончил МГЮА по специальности «Юриспруденция».
Автор книги Le tapis rouge и фотоальбома «Сезария Эвора».

## Выставки
- 2002 — HAMA. Номинация «СОБЫТИЯ И ПОВСЕДНЕВНАЯ ЖИЗНЬ». Мультимедиа арт музей, Москва
- 2012 — «Если „звёзды“ зажигают…» «Фотоцентр» на Гоголевском бульваре, Москва
- 2013 — Выставка в Угличе в рамках фестиваля Фотопарад .

## Награды
- Премия Академии Свободной Прессы, 1997 — в номинации «фоторепортер года»[2].
- Золотой глаз России, 2000 — «За серию фотопортретов выдающихся людей мира, неоценимый вклад в российскую профессиональную фотографию в XX веке»[3].
- Интерфото, 2001 — победитель.
- Золотое перо России, Союз журналистов России, 2018 — «За профессиональное мастерство»[4]